# REVOLVEr
rEVOLVEr è il quarto album dei The Haunted, uscito il 18 ottobre 2004 sotto l'etichetta discografica Century Media Records.

## Tracce
1. No Compromise – 3:44
2. 99 – 3:58
3. Abysmal – 4:50
4. Sabotage – 2:36
5. All Against All – 4:34
6. Sweet Relief – 3:28
7. Burn to a Shell – 3:47
8. Who Will Decide – 3:29
9. Nothing Right – 3:47
10. Liquid Burns – 4:45
11. My Shadow – 6:55

## Formazione
- Peter Dolving - voce
- Anders Björler - chitarra solista
- Jonas Björler - basso e cori
- Patrick Jensen - chitarra ritmica
- Per Möller Jensen - batteria

Ospiti
- lou koller dei Sick of It All nel brano Who Will Decide che canta insieme a Peter Dolving